# Prevalje
Prevalje (in tedesco Prävali) è un comune di 6 781 abitanti della Slovenia settentrionale. Situata nella valle del fiume Meža nella Carinzia slovena, fu teatro dell'ultima schermaglia della seconda guerra mondiale in Europa, combattuta nelle sue vicinanze il 15 maggio 1945 tra l'esercito jugoslavo e le forze tedesche e loro alleate in ritirata.
Nella località di Leše è stata annunciata l'individuazione da parte dei tecnici della Direzione di Polizia di Slovenj Gradec di una fossa contenente 700 cadaveri sia di nazionalità slovena sia di nazionalità austriaca che furono fatte inginocchiare (così sono stati ritrovati) e sono stati fucilati dalle unità di KNOJ nel maggio 1945.

## Geografia antropica

### Suddivisioni amministrative
Il comune è diviso in 12 insediamenti (naselja) di seguito elencati.
- Belšak
- Breznica
- Dolga Brda
- Jamnica
- Kot pri Prevaljah
- Leše
- Lokovica
- Poljana
- Prevalje
- Suhi Vrh
- Šentanel
- Zagrad